# Liste der Biografien/Hak
Liste der Biografien |
Portal Biografien |
Personensuche
# |
A |
B |
C |
D |
E |
F |
G |
H |
I |
J |
K |
L |
M |
N |
O |
P |
Q |
R |
S |
T |
U |
V |
W |
X |
Y |
Z |
?
 
Ha |
Hd |
He |
Hi |
Hj |
Hk |
Hl |
Hm |
Hn |
Ho |
Hr |
Hs |
Ht |
Hu |
Hv |
Hw |
Hy
 
Haa |
Hab |
Hac |
Had |
Hae–Haf |
Hag |
Hah |
Hai |
Haj |
Hak |
Hal |
Ham |
Han |
Hao |
Hap |
Haq |
Har |
Has |
Hat |
Hau |
Hav |
Haw |
Hax |
Hay |
Haz
Die Liste der Biografien führt alle Personen auf, die in der deutschsprachigen Wikipedia einen Artikel haben. Dieses ist eine Teilliste mit 201 Einträgen von Personen, deren Namen mit den Buchstaben „Hak“ beginnt.

## Hak
- Hak Kyung Cha, Theresa (1951–1982), koreanisch-amerikanische Autorin sowie Installations- und Performancekünstlerin
- Hak, Pavel (* 1962), französischer Schriftsteller und Dramatiker
- Hák, Petr (* 2003), tschechischer Biathlet
- Hak, Yvonne (* 1986), niederländische Leichtathletin

### Haka
- Haka, Richard (1646–1705), Instrumentenbauer
- Hakakian, Roya (* 1966), jüdisch-iranische Autorin
- Hakala (* 1966), bosnischer Sänger
- Hakala, Aki (* 1979), finnischer Schlagzeuger
- Hakala, Anita (* 1971), finnische Biathletin
- Hakala, Karri (* 1996), finnischer Skilangläufer
- Hakala, Matti (* 1984), finnischer Biathlet
- Hakala, Mika (* 1971), finnischer Biathlet
- Hakala, Sanni (* 1997), finnische Eishockeyspielerin
- Hakala, Terhi (* 1962), finnische Diplomatin und UN-Funktionärin
- Hakala, Vesa (* 1968), finnischer Skispringer
- Hakalahti, Arthur (* 1995), norwegischer Schauspieler
- Hakam II., al- (915–976), zweiter Kalif von Córdoba
- Hakam, Abd Allah ben († 1038), Emir von Saragossa
- Hakamada, Iwao (* 1936), japanischer zum Tode verurteilter Mann, Opfer eines JustizirrtumsIwao Hakamata (* 1936)

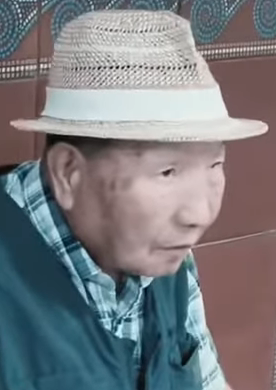
Iwao Hakamata (* 1936)

- Hakamata, Yūtarō (* 1996), japanischer Fußballspieler
- Hakami, Ibrahim al- (* 1979), arabischer Sänger
- Häkämies, Antti (* 1986), finnischer Skilangläufer
- Häkämies, Jyri (* 1961), finnischer Minister
- Hakan, Ahmet (* 1967), türkischer Journalist und Publizist
- Hakanen, Yrjö (* 1952), finnischer Politiker
- Hakanowitz, Jens (* 1980), dänisch-deutscher Basketballspieler
- Hakanpää, Jani (* 1992), finnischer Eishockeyspieler
- Håkanson, Ludvig (* 1996), schwedischer Basketballspieler
- Håkansson, Anders (* 1956), schwedischer Eishockeyspieler
- Håkansson, Carina (* 1969), schwedische Fußballspielerin
- Håkansson, David (* 1978), schwedischer Sprachwissenschaftler und Hochschullehrer
- Håkansson, Eva (* 1981), schwedische Maschinenbauingenieurin und Dozentin an der University of Auckland
- Håkansson, Eva-Marie (* 1960), schwedische Schwimmerin
- Håkansson, Fredrik (* 1975), schwedischer Tischtennisspieler
- Håkansson, Gustaf (1885–1987), schwedischer Radsportler
- Håkansson, Jesper (* 1981), dänischer Fußballspieler
- Håkansson, Kenny (* 1972), schwedischer Rockbassist, -gitarrist, -sänger und -komponist
- Håkansson, Kiki (1929–2024), schwedische Schönheitskönigin und Miss World 1951
- Håkansson, Morgan Steinmeyer, schwedischer Musiker
- Håkansson, Ola (* 1945), schwedischer Komponist, Sänger und Produzent
- Håkansson, Olle (1927–2001), schwedischer Fußballspieler
- Håkansson, Stig (1918–2000), schwedischer Sprinter und Weitspringer

### Hake
- Hake, Adolf Friedrich Konrad von (1778–1862), preußischer Generalmajor
- Hake, Adolf von (1747–1825), hannoverscher General der Infanterie
- Hake, August Wilhelm Ernst von (1764–1842), königlich sächsischer Generalmajor und Mitglied der oberlausitzischen Gesellschaft der Wissenschaften
- Hake, Bruno (1927–2010), deutscher Verwaltungsangestellter, Autor, Heimatforscher, Historiker und Heimatpfleger
- Hake, Christian Ludwig von (1745–1818), deutscher Verwaltungsjurist und hannoverscher Staatsminister
- Hake, Claes (* 1945), schwedischer Bildhauer und Grafiker
- Hake, Ernst (1844–1925), deutscher Architekt und Postbaubeamter
- Hake, Georg Ernst Adolf von (1786–1865), deutscher Verwaltungsjurist und Gutsbesitzer
- Hake, Georg Leopold Gustav August von (1776–1838), preußischer Generalleutnant, Kommandant von Magdeburg, Kommandierender General des IV. Armee-Korps
- Hake, Günter (1922–2000), deutscher Kartograf und Hochschulprofessor
- Hake, Gustav von (1797–1877), sächsischer General der Infanterie, Gouverneur von Dresden
- Hake, Heinrich († 1537), Domdechant in Münster
- Hake, Henry M. (1892–1951), britischer Kunsthistoriker
- Hake, Joachim (* 1963), deutscher Theologe und Direktor der Katholischen Akademie in Berlin
- Hake, Johann (1499–1579), Kanzler der Grafen von Hoya in Nienburg/Weser
- Hake, Johann Wilhelm (1830–1897), deutscher Postbeamter
- Hake, Jule (* 1999), deutsche Kanutin
- Hake, Karl Georg Albrecht Ernst von (1769–1835), preußischer General der Infanterie und Kriegsminister
- Hake, Knut (* 1971), deutscher Filmeditor
- Hake, Levin Adolph von (1708–1771), königlich-hannoverscher Premier-Minister
- Hake, Ludolf Heinrich (* 1677), Jurist und Hochschullehrer, Professor der Rechtswissenschaft der Düsseldorfer Rechtsakademie
- Hake, Otto von (1833–1891), deutscher Rittergutsbesitzer, Offizier und Politiker (DHP), MdR
- Hake, Wilhelm von (1785–1866), preußischer Generalmajor
- Hakeai, Siositina (* 1994), neuseeländische Diskuswerferin
- Håkedal, Nila Ann (* 1979), norwegische Beachvolleyballspielerin
- Hakeem, Adam (* 1997), singapurischer Fußballspieler
- Hakeem, Amer (* 1998), singapurischer Fußballspieler
- Hakel, Elisabeth (* 1977), österreichische Politikerin (SPÖ), Abgeordnete zum Nationalrat
- Hakel, Hermann (1911–1987), österreichischer Lyriker, Erzähler und Übersetzer
- Haken, Christian Wilhelm (1723–1791), deutscher evangelischer Pfarrer und Schriftsteller
- Haken, Hermann (1828–1916), deutscher Jurist und Politiker, Oberbürgermeister von Stettin
- Haken, Hermann (1927–2024), deutscher Physiker und HochschullehrerHermann Haken (1927–2024)

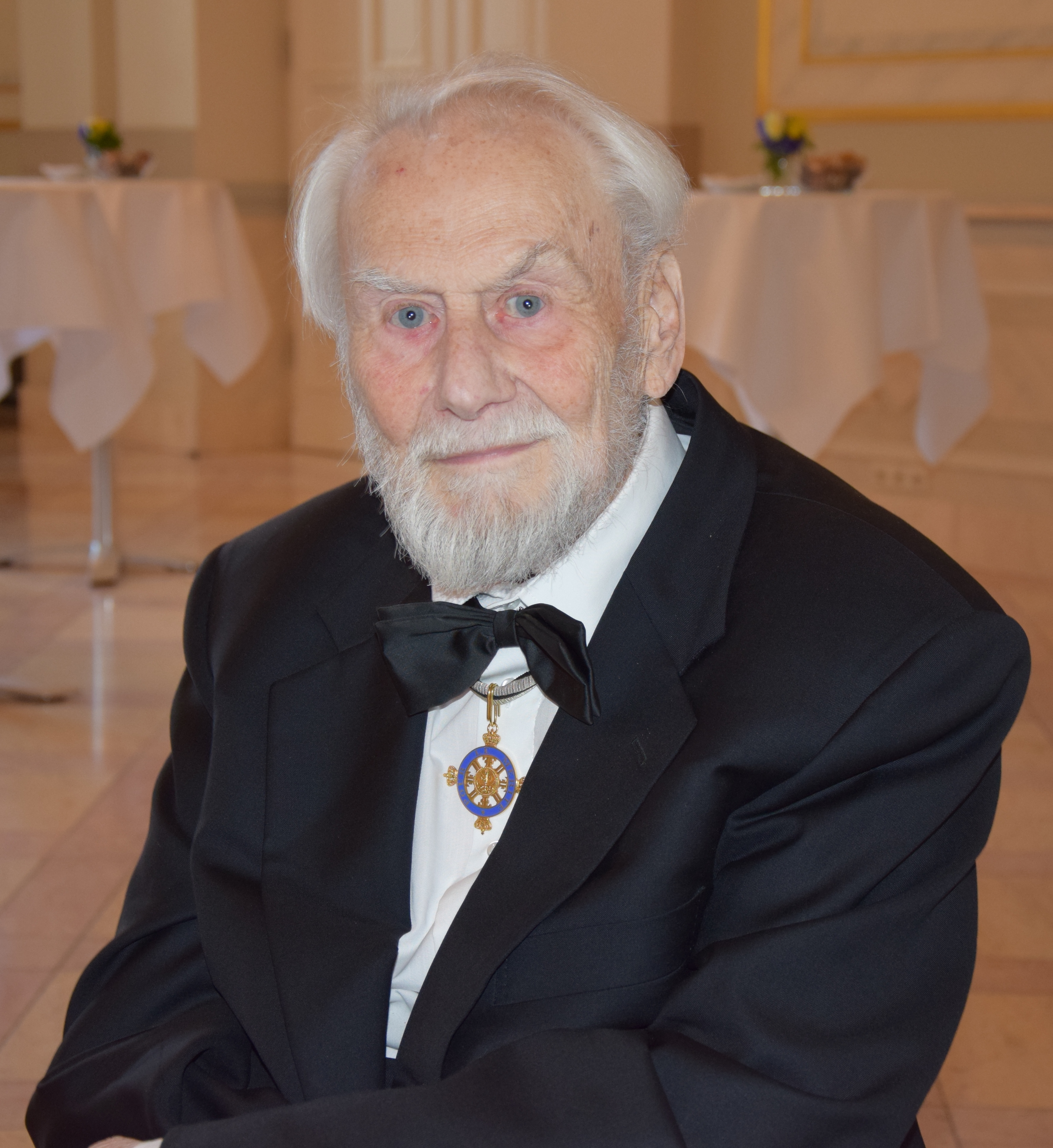
Hermann Haken (1927–2024)

- Haken, Jan (1912–1956), niederländischer Politiker (CPN)
- Haken, Johann Christian Ludwig (1767–1835), deutscher evangelischer Pfarrer und Schriftsteller
- Haken, Josef (1880–1949), tschechischer Politiker (KPTsch)
- Haken, Max von (1863–1917), deutscher Kapellmeister und Musiklehrer
- Haken, Wolfgang (1928–2022), deutscher Mathematiker in den USA
- Hakenbeck, Harald (* 1926), deutscher Maler und Grafiker
- Hakenberg, Sarah (* 1978), deutsche Kabarettistin und AutorinSarah Hakenberg (* 1978)

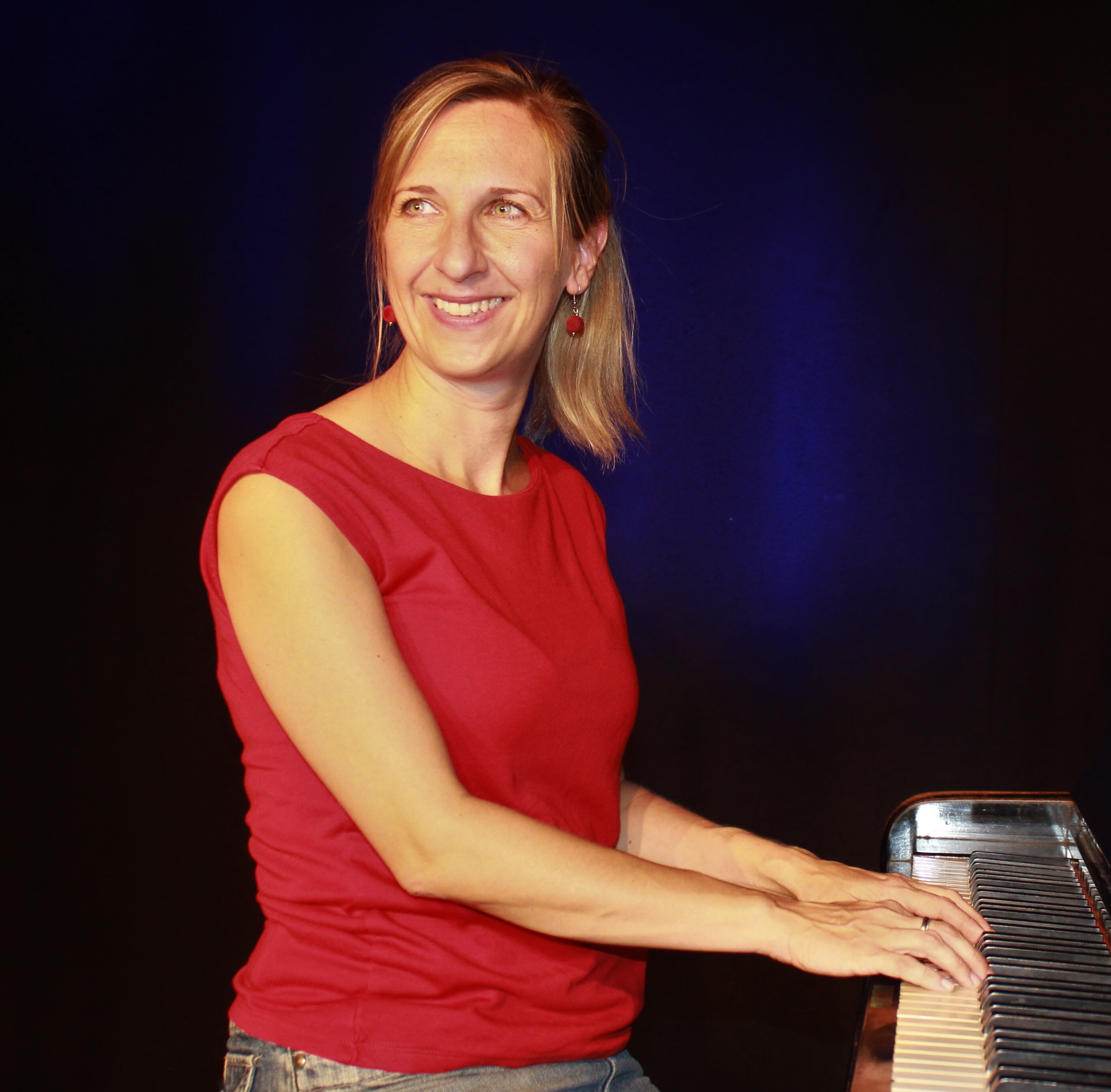
Sarah Hakenberg (* 1978)

- Hakenberg, Stefan (* 1960), deutscher Komponist
- Hakenberg, Waltraud (1955–2024), deutsche Juristin und Hochschullehrerin
- Hakenberger, Andreas († 1627), deutscher Komponist und Kapellmeister in Danzig
- Hakenholz, Paul (1872–1950), deutscher Architekt
- Hakenjos, Bernd (1945–2006), deutscher Kunsthistoriker
- Hakenmüller, Johannes (1857–1917), deutscher Unternehmer in der Trikotagenindustrie
- Håkenstad Evertsen, Anita (* 1968), norwegische Biathletin, Lang-, Cross- und Bergläuferin
- Haker, Almut (* 1942), deutsche Politikerin (CDU)
- Håker, Erik (* 1952), norwegischer Skirennläufer
- Haker, Heinrich Friedrich (1823–1907), deutscher Kaufmann
- Haker, Hille (* 1962), katholische Theologin
- Hakes, Don (1933–2021), US-amerikanischer Spieler und Schiedsrichter im American Football
- Hakewessel, Anton Bernhard Karl (1825–1915), preußischer Generalmajor, Kommandant von Glatz

### Hakh
- Hakhamaneshi, Vafa (* 1991), iranischer Fußballspieler
- Hakhverdian, Biurakn (* 1985), niederländische Wasserballspielerin

### Haki
- Hākim an-Naysābūrī, al- (933–1014), sunnitischer schāfi'ītischer Hāfiz, Qādī, Rechts- und Hadithgelehrter aus Nischapur
- Hakīm at-Tirmidhī, al-, islamischer mystischer Schriftsteller
- Hākim I., al- († 1302), Kalif der Abbasiden in Kairo
- Hakim, Abd al-Aziz al- († 2009), irakischer Geistlicher und Politiker
- Hākim, al- (985–1021), sechster Kalif der Fatimiden (996–1021)
- Hakim, Ali (* 1985), deutsch-afghanischer Filmregisseur und Drehbuchautor
- Hakim, André (1915–1980), ägyptisch-französisch-US-amerikanischer Filmproduzent
- Hakim, Catherine (* 1948), britische Soziologin
- Hakim, Christine (* 1956), indonesische Schauspielerin, Filmproduzentin und Aktivistin
- Hakim, Danny (* 1971), amerikanischer Journalist
- Hakim, Ece (* 1998), türkische Schauspielerin
- Hakim, Hasan al- (1886–1982), syrischer Ministerpräsident
- Hakim, Iman (* 2002), singapurischer Fußballspieler
- Hakim, Imani (* 1993), US-amerikanische Schauspielerin
- Hakim, Khaled Al (1878–1944), syrischer Diplomat
- Hakim, Loekman (1914–1966), indonesischer Finanzpolitiker und Botschafter in Bonn
- Hakim, Luqman (* 2002), malaysischer Fußballspieler
- Hakim, Maximos V. (1908–2001), ägyptischer Geistlicher, melkitischer Patriarch von Antiochia
- Hakim, Michel (1921–2006), libanesischer Erzbischof in Kanada
- Hakim, Monique (1937–2013), französische Mathematikerin
- Hakim, Morkos (1930–2014), ägyptischer Ordensgeistlicher, koptisch-katholischer Bischof von Sohag
- Hakim, Muhammad Baqir al- (1939–2003), irakischer Geistlicher und Oppositionsführer
- Hakim, Muhammad Said al- (1936–2021), irakischer schiitischer Geistlicher
- Hakim, Naji (* 1955), französischer Komponist, Organist und Pianist libanesischer Herkunft
- Hakim, Nor (* 2000), singapurischer Fußballspieler
- Hakim, Omar (* 1959), US-amerikanischer SchlagzeugerOmar Hakim (* 1959)

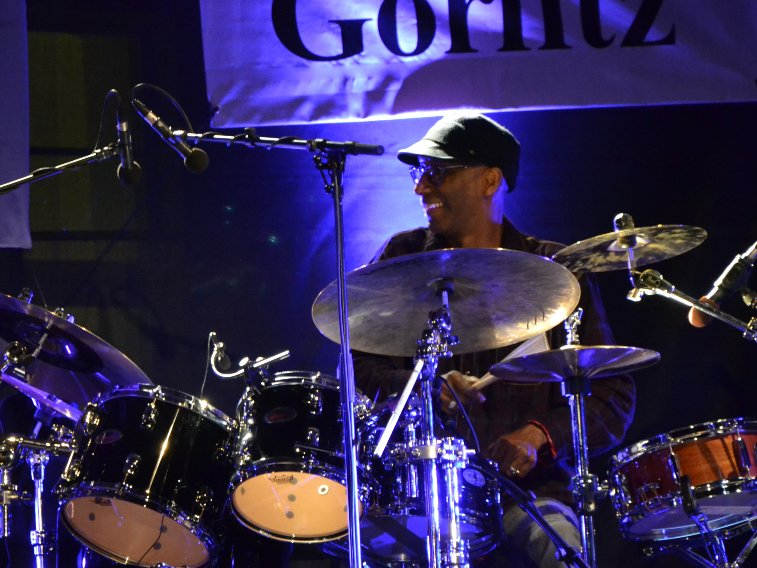
Omar Hakim (* 1959)

- Hakim, Raymond (1909–1980), ägyptischstämmiger, französischer Filmproduzent
- Hakim, Robert (1907–1992), ägyptischer Filmproduzent
- Hakim, Sadik (1919–1983), US-amerikanischer Jazzmusiker
- Hakim, Salomón (1922–2011), kolumbianischer Neurochirurg und Forscher
- Hakim, Syed Shahid (1939–2021), indischer Fußballspieler und -schiedsrichter
- Hakim, Taufiq al- (1898–1987), ägyptischer Schriftsteller
- Hakim, Vincent, französischer Physiker
- Hakim, Yalda (* 1983), australische Fernsehmoderatorin
- Hakimi, Achraf (* 1998), marokkanisch-spanischer FußballspielerAchraf Hakimi (* 1998)

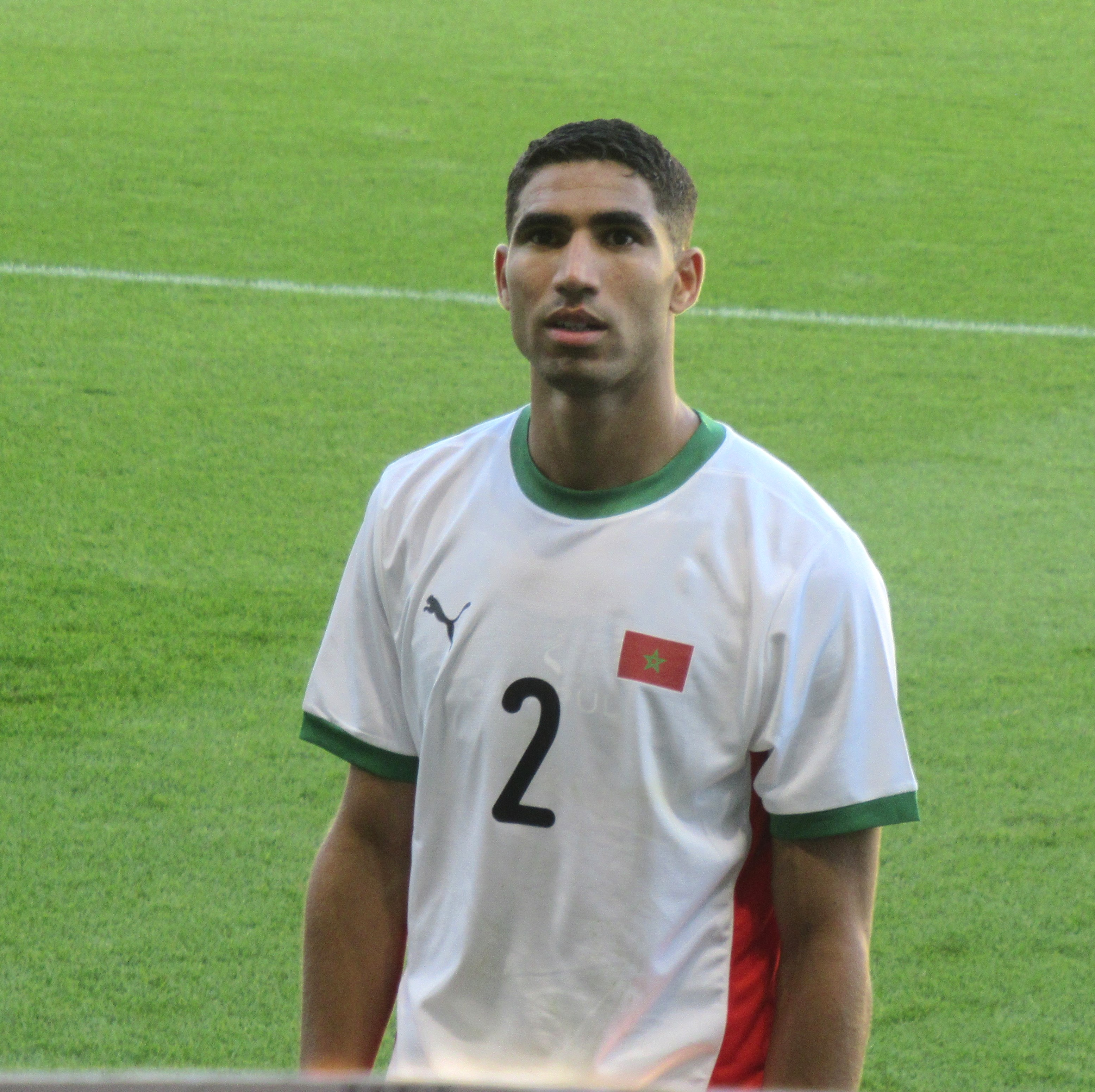
Achraf Hakimi (* 1998)

- Hakimi, Diba (* 1990), deutsche Sängerin
- Hakimi, Ebrahim (1871–1959), Premierminister des Iran
- Hakimi, Fardin (* 1995), afghanischer Fußballspieler
- Hakimi, Michael (* 1968), deutscher Künstler und Hochschullehrer, Professor für Freie Kunst an der Akademie der Bildenden Künste Nürnberg
- Hakimian, Pablo (1953–2024), ägyptischer Geistlicher, armenisch-katholischer Bischof von Buenos Aires und Apostolischer Exarch von Lateinamerika und Mexiko
- Hakimifard, Ghazal (* 1994), iranische Schachspielerin
- Haking, Richard (1862–1945), britischer General und zuletzt tätig als GOC in Ägypten (1923–1927); Hoher Kommissar in der Freien Stadt Danzig (1921–1923)
- Hakizimana, Célestin (* 1963), ruandischer Geistlicher, römisch-katholischer Bischof von Gikongoro
- Hakizimana, Hassan (* 1990), burundischer Fußballspieler
- Hakizimana, John (* 1996), ruandischer Leichtathlet
- Hakizimana, Louis (* 1979), ruandischer Fußballschiedsrichter

### Hakk
- Hakkaku, Daichi (* 1992), japanischer Fußballspieler
- Hakkaku, Tsuyoshi (* 1985), japanischer Fußballspieler
- Häkkänen, Antti (* 1985), finnischer Politiker
- Hakkarainen, Teuvo (* 1960), finnischer Politiker und Mitglied des Europäischen Parlaments
- Hakkebusch, Ljubow (1888–1947), ukrainische Theaterschauspielerin, Lehrerin und Übersetzerin
- Hakkı, Hafız Pascha (1879–1915), osmanischer General und Pascha
- Hakki, Imad (* 1957), syrischer Schachspieler
- Hakki, Yahya (1905–1992), ägyptischer Schriftsteller
- Häkkinen, Anna-Liisa (* 1976), finnische Biathletin
- Häkkinen, Henri (* 1980), finnischer Sportschütze
- Hakkinen, Jay (* 1977), US-amerikanischer Biathlet
- Häkkinen, Mika (* 1968), finnischer RennfahrerMika Häkkinen (* 1968)

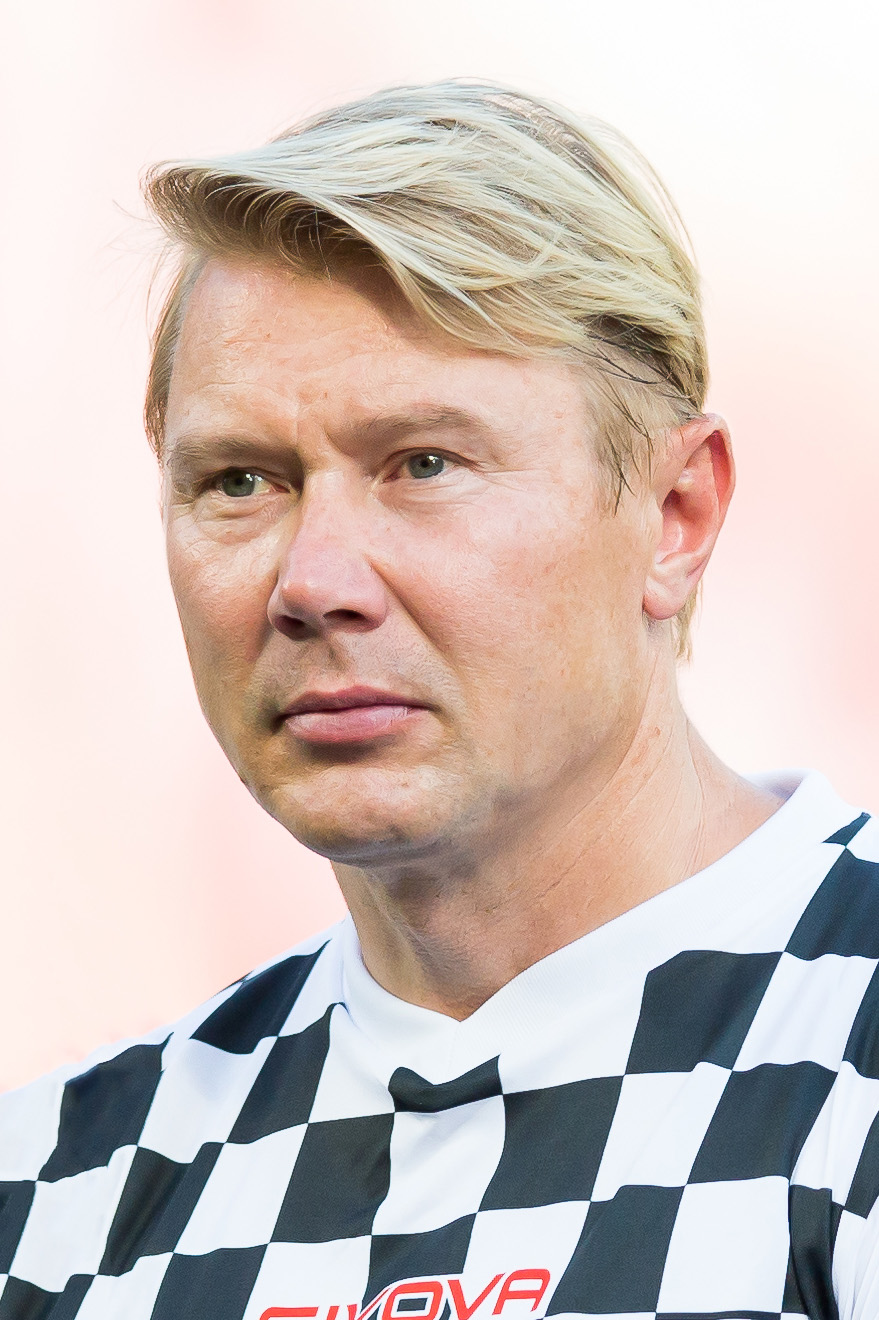
Mika Häkkinen (* 1968)

- Häkkinen, Pasi (* 1977), finnischer Eishockeytorwart
- Häkkinen, Seppo (* 1958), finnischer Geistlicher und Bischof

### Hakl
- Hakl, Fritz (1932–2012), österreichischer Kammerschauspieler
- Hakl, Hans Thomas (* 1947), österreichischer Autor, Übersetzer, Herausgeber und Redakteur
- Hakl, Karin (* 1967), österreichische Juristin und Politikerin (ÖVP), Abgeordnete zum Nationalrat
- Hakluyt, Richard († 1616), englischer Geograph

### Hakm
- Hakman, Berk (* 1981), türkischer Schauspieler

### Hako
- Hakob, Ando (* 1989), Schweizer Boxer
- Hakobjan, Andranik (* 1981), armenischer Boxer
- Hakobjan, Anna (* 1978), armenische Journalistin, Stiftungsvorsitzende, PremierministergattinAnna Hakobjan (* 1978)

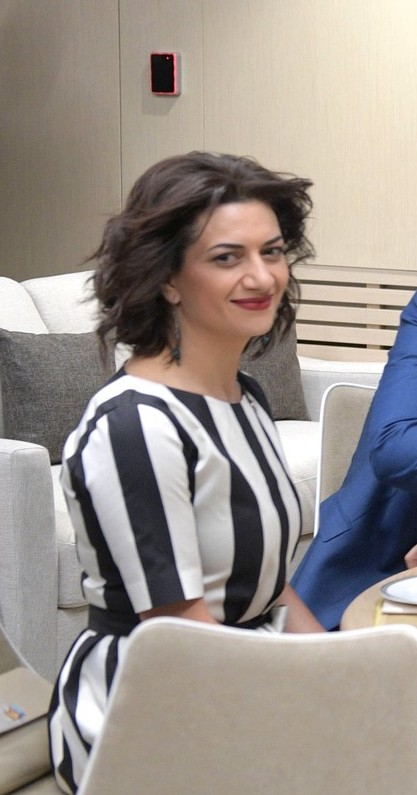
Anna Hakobjan (* 1978)

- Hakobjan, Harutjun (1918–2005), sowjetisch-armenischer Illusionist
- Hakobjan, Mariam (* 1949), armenische Bildhauerin und Malerin
- Hakobjan, Mihran (* 1984), armenischer Bildhauer
- Hakobjan, Wladimir (* 1971), armenischer Schachgroßmeister
- Hakobkochjan, Israjel (* 1960), sowjetisch-armenischer Boxer
- Hakola, Carola (* 2002), finnische Schauspielerin und Webvideoproduzentin
- Hakola, Juha (* 1987), finnischer Fußballspieler
- Hakola, Lauri (* 1979), finnischer Skispringer
- Hakola, Ristomatti (* 1991), finnischer Skilangläufer
- Håkon († 1267), Bischof von Oslo und kurzzeitig Erzbischof von Nidaros
- Hákon Arnar Haraldsson (* 2003), isländischer Fußballspieler
- Hákon Daði Styrmisson (* 1997), isländischer Handballspieler
- Håkon Eiriksson (995–1029), König von Norwegen
- Hákon Grjótgarðsson, Jarl von Lade (Norwegen)
- Håkon Håkonsson unge (1232–1257), norwegischer Mitkönig
- Håkon I. († 961), König Norwegens
- Håkon II. (1147–1162), König von Norwegen
- Håkon III. († 1204), norwegischer König
- Håkon IV. (1204–1263), König von Norwegen
- Håkon Jarl († 995), Sohn von Sigurd Håkonsson, Jarl des TrøndelagHåkon Jarl († 995)

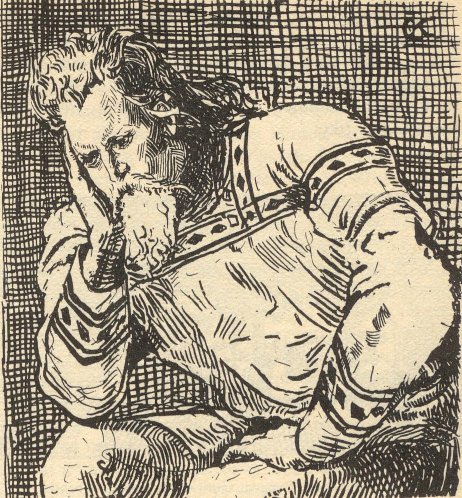
Håkon Jarl († 995)

- Hákon Marteinn Magnússon (* 2003), isländischer Eishockeyspieler
- Håkon V. (1270–1319), König von Norwegen
- Håkon VI. († 1380), König von Norwegen, Mitkönig von Schweden
- Håkonsen, Terje (* 1974), norwegischer Snowboarder
- Hakor († 380 v. Chr.), 3. Pharao der 29. Dynastie
- Háková, Eva (* 1969), tschechische und zuvor tschechoslowakische Biathletin
- Hakoyama, Aika (* 1991), japanische Synchronschwimmerin

### Haks
- Haks, Frans (1938–2006), niederländischer Kunsthistoriker
- Hakšabanović, Sead (* 1999), montenegrinisch-schwedischer Fußballspieler
- Hakstol, Dave (* 1968), kanadischer Eishockeyspieler und -trainer

### Haku
- Haku, Shinkun (* 1958), japanischer Politiker
- Hakuhō, Shō (* 1985), mongolischer Sumōringer in der japanischen Makuuchi-DivisionHakuhō Shō (* 1985)

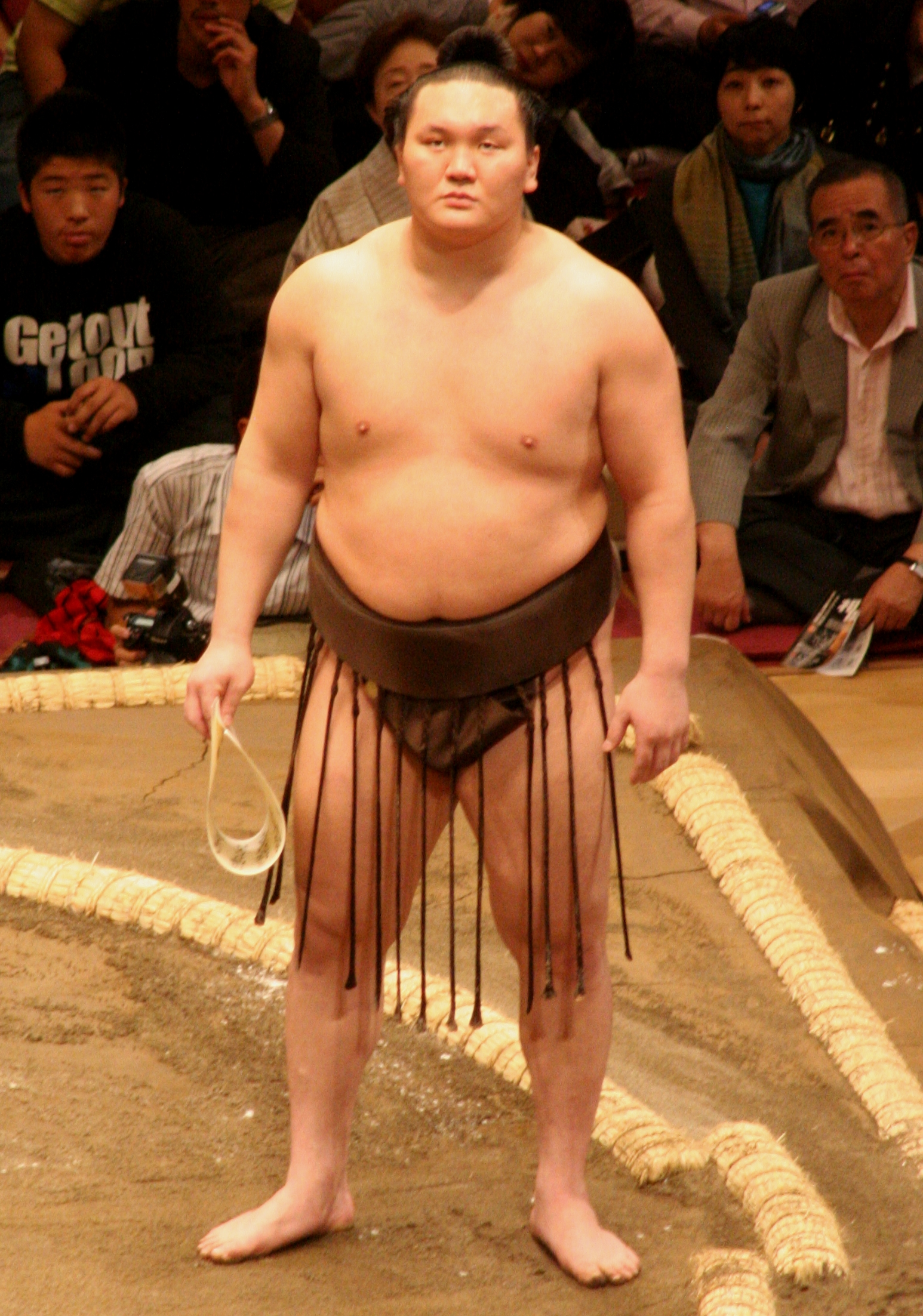
Hakuhō Shō (* 1985)

- Hakuin, Ekaku (1686–1769), japanischer Reformer, Maler und Autor
- Hakulinen, Veikko (1925–2003), finnischer Skilangläufer und Biathlet
- Hakuta, Hiroko (* 1983), japanische Volleyballspielerin

### Hakv
- Hakverdi, Metin (* 1969), deutscher Politiker (SPD), MdHB, MdB
- Hakvoort, Maya (* 1966), niederländische Musicaldarstellerin